# Kinect 運動大會
《Kinect 運動大會》是一款於2010年發行的Xbox 360體育遊戲，由Rare開發，微軟遊戲工作室發行。該作採用當時微軟新開發的體感感應器Kinect，可以捕捉玩家的肢體動作，轉為遊戲中的動作。該作包含6個運動項目：足球、保齡球、田徑、拳击、沙滩排球和桌球，每個項目都有單人或多人、單機或連線等模式供玩家選擇。另外，該作也附有8個迷你遊戲。在遊戲中，玩家必須面對著Kinect感應器，做出遊戲中指定的動作，如踢球、原地跑步或跳躍等。
《Kinect 運動大會》於2010年11月4日隨著Kinect在北美首發，在評價和銷量方面雙雙取得成功。多數評論家對於該作搭配Kinect感應器的效能讚譽有加，對運動項目的評價則褒貶不一。也有評論家認為該作比起先前的體感運動遊戲並沒有什麼創新。截至2011年4月，《Kinect 運動大會》在上市的半年內已售出300萬份。該作的續作《Kinect 運動大會2》於2012年9月18日發布。

## 遊戲玩法
《Kinect 運動大會》包含6個運動項目：足球、保齡球、田徑、拳击、沙滩排球和桌球，每個項目都包含單機和連線模式，並在單人模式外提供玩家們合作或互相競爭的多人模式選擇。此外，玩家還有8款迷你遊戲和「派對遊戲」可以遊玩，後者開放數位玩家在同一房間分成兩隊競賽。玩家們在遊戲中的樣子取自Xbox 360帳號的人像，而派對遊戲中玩家則扮演各種造型的「吉祥物」:16。該作採用當時新開發的Kinect感應器，可以捕捉玩家的肢體動作，並轉換成遊戲裡的動作，無須控制器。每場遊戲結束後，會出現一段由Kinect感應器在遊戲時捕捉的「精彩畫面」，玩家可以選擇將這段影片直接上傳至www.kinectshare.com與他人分享，且自己之後也能直接從該網站上下載，或者上傳至社交網站如Facebook或推特，另外也有刪除或不顯示精彩畫面的選擇。:3

### 運動項目

遊戲截圖。圖為足球項目中，扮演進攻方的玩家正選擇傳球的方向（腳下的半透明箭頭）。

足球項目的場地位在蓮花球場（Neon Lanes）。擔任進攻方時，玩家會一直扮演著持球者，並必須透過傳球給隊友來接近對方球門，然後抬腳射門來得分。擔任防守方時，玩家則扮演著防守持球者的球員，試圖阻截對方球員的傳球，在對方有射門機會時則切換成守門員。:4-5該項目包含單人模式、本機多人模式和線上多人模式。足球項目附有兩款迷你遊戲：在「超級守門員」（Super Saver）中，玩家要不停擋下敵方球員的射門；而「百發百中」（Target Kick）則要玩家不停射門，突破守門員的防守盡可能命中最多的靶子:5。
保齡球項目的場地是霓虹球道（Neon Lanes）。開始時，玩家要先用左手或右手來取球，然後將手下垂，往後再往前擺動將球滾出，讓球衝撞球道末端的球瓶。玩家可以加大手臂擺動的力道擲出強力球，或者是旋轉手臂擲出旋轉球。:6-7該項目包含單人模式、本機多人模式和線上多人模式。保齡球項目附有兩款迷你遊戲：在「解球高手」（One Bowl Roll）中，玩家必須一球擊倒各種排列方式的球瓶；而「球瓶衝撞」（Pin Rush）則要玩家在限時內，用無限多顆球盡可能擊倒一波又一波的球瓶:7。
田徑項目的場地位在火焰體育場（Flame Stadium），並綜合了五項運動，依序為短跑、标枪、跳遠、铁饼和跨欄。每項運動都可以在迷你遊戲區單獨遊玩，又或者以五項全能運動模式一口氣進行。在這五項運動中，除了鐵餅項目外，玩家必須原地做出跑步動作。時機到時，標槍、跳遠和跨欄項目會有系統提示，要玩家做出特殊動作，這時就揮動手臂擲出標槍或者奮力一跳。:14-15田徑項目包含單人模式、本機多人模式和線上多人模式。
拳击項目的場地位在龍捲風花園（Tornado Gardens）拳擊場。在遊戲中，玩家必須透過雙手來上下進攻或上下防守，如果成功隔擋對方的拳頭，下一次揮拳的力道就會增強。玩家也可以在出拳時先將手臂向後拉，打出重拳。:10-11該項目包含單人模式、本機雙人模式和線上雙人模式。拳擊項目是唯一不包含迷你遊戲的項目。
沙滩排球項目的場地位在水岸球場（Waveside）。沙灘排球採雙打（二對二）模式，玩家可以用身體任何部位來接球或傳球，首先得到7分者勝利。遊戲時，玩家能透過各種技巧打出殺球、輕扣球或者攔網，也可以依照系統提示與隊友傳球來準備攻擊。:8-9該項目包含單人模式、本機多人模式和線上多人模式。沙灘排球項目附有兩款迷你遊戲：在「身手矯捷」（Bump Bash）中，玩家必須盡可能閃避電腦對手扔過來的東西；而「見招拆招」（Body Ball）則要玩家以指定的身體部位來接球，只有3次失誤機會:9。
桌球項目的場地位在拍板中心（Blade Center）。遊戲開始時，玩家要先用左手或右手來選擇持拍手，接著雙方輪流發球，比賽誰先拿下11分。擊球時，玩家可已自行調整力道，或者加上一點旋轉力道，擊出上旋球或下旋球，讓對手較難接球。:12-13該項目包含單人模式、本機多人模式和線上多人模式，當中又分為單打（一對一）或雙打（二對二）。桌球項目附有兩款迷你遊戲：在「球拍大恐慌」（Paddle Panic）中，玩家必須雙手都持球拍，回擊一波又一波的桌球攻勢；而「連續對打」（Rally Tally）則要玩家與對手來回對打，撐越久越好，只要失誤一次遊戲就會結束:13。

### 附加內容
2010年12月14日，一款由三星集团贊助的下載包（DLC）「派對套件」（Party Pack）發布，供人免費下載。該下載包中包含6款新的迷你遊戲，每個項目各一款：
- 「射門高手」（SuperStriker，足球），玩家的隊友會一直傳球給玩家，玩家要做的就是不停射門，同時躲過丟來的鞋子。
- 「球瓶入侵」（Pinvaders，保齡球），玩家必須在一波一波進攻的球瓶到達禁區前，用保齡球將它們全數擊倒。
- 「疾速跑者」（Rapid Runner，田徑），玩家必須在時間內盡可能地跑，跑的距離越長越好。
- 「擂台之王」（King of the Ring，拳擊），玩家每擊倒一名對手就會有下一名對手出現，目標是在時間內盡可能擊倒最多對手。
- 「擊果高手」（Fruit Splatter，沙灘排球），當中玩家必須去打對方打過來的水果，將其分為兩半，同時也要躲開不時扔來的炸彈。
- 「神準扣殺」（Target Smash，桌球），玩家需透過用桌球命中標靶來得分。

2011年4月26日，該作的下載包「燃燒熱量大挑戰套件」（Calorie Challenge）發布。該下載包包含一種新模式，當中玩家必須參加一系列運動賽事，對手為以食物為外觀的吉祥物。

## 開發與發布

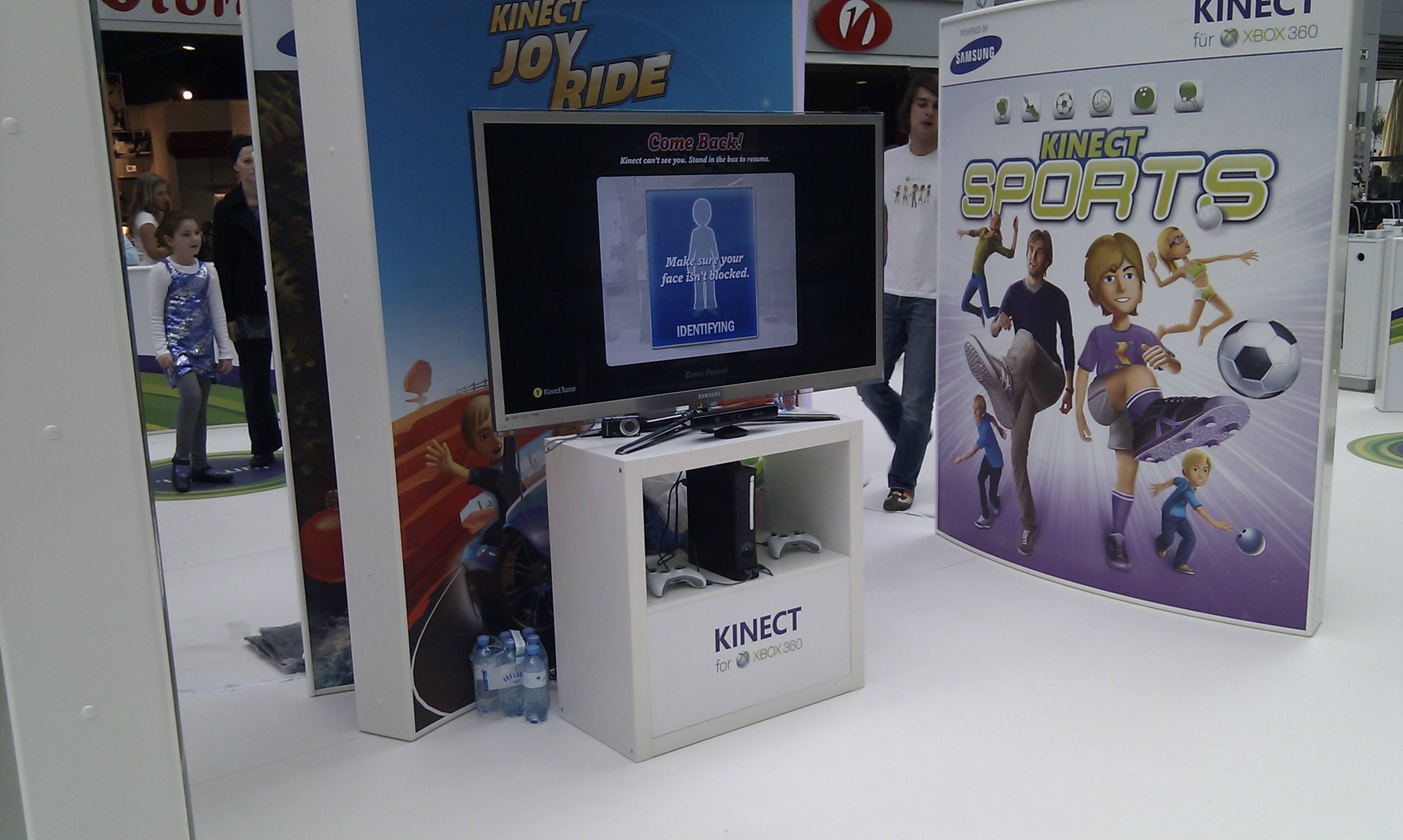
位在奧地利維也納千禧塔的《Kinect 運動大會》游戏演示。（攝於2010年9月）

2009年6月1日，微軟在E3电子娱乐展上宣布，他們將推出一款能感應肢體動作的全新感應器，代號為「誕生計畫」（Project Natal）。到了2010年的E3，微軟於6月13日星期日晚間在蓋倫中心舉辦發表會，宣布「誕生計畫」的正式名稱——Kinect，同時公開6款Kinect遊戲的資訊，當中就包含了《Kinect 運動大會》。隨後，微軟在太陽劇團的表演中展出該作的部分遊戲內容，但不供人試玩。6月14日，微軟官方宣布，《Kinect 運動大會》將與其他14款Kinect遊戲一起隨著感應器在美國上市，預定發售日期為同年11月4日。7月下旬，微軟在圣地亚哥国际漫画展上開放《Kinect 運動大會》試玩。微軟也在7月中旬至10月下旬在北美32個城市設立展示點，開放民眾搶先試玩。10月中旬，微軟公布，將於11月4日推出的Kinect遊戲減少為12款（包含該作）。
來自Rare的遊戲開發主管尼克·波頓（Nick Burton）在接受遊戲網站Eurogamer採訪時表示，該作的開發要回溯到2008年10月。當時波頓和來自Rare和雷德蒙德的其他人員一起去打探微軟當時開發中的新感應器，即Kinect。他們在親眼看到Kinect後發現無窮的潛力，於是放手一搏開始為還在研發階段的Kinect開發遊戲，也就是《Kinect 運動大會》。開發團隊透過模擬器，從基礎的原型架構著手進行設計，足球是第一個誕生的運動項目。
該作的旁白由彼得·狄克森配音。遊戲中，當玩家得分、做出精彩操作、打破紀錄或者在關鍵時刻勝出時，就會播出許多經過授權的經典歌曲，當中包含皇后乐队、罗比·威廉斯、MC哈默和關·史蒂芬妮等人的作品。《Kinect 運動大會》於2010年11月4日隨著Kinect感應器於北美上市，售價49.99美元，較一般Xbox 360遊戲便宜。該作接著於11月10日在歐洲、11月18日在澳大利亞、11月20日在日本推出。該作被美國娛樂軟件分級委員會（ESRB）評為「E10+」等級，表示其遊戲內容適合10歲以上的玩家，而泛歐遊戲資訊組織（PEGI）的評級則是「12」。
2010年11月11日，一款《Kinect 運動大會》的Facebook應用程式發布，玩家可以透過該應用程式分享遊戲成果，同時也可以創建或加入玩家隊伍。2011年4月23日，《Kinect 運動大會》的玩家發起同時進行田徑百米短跑的活動，有10,539位玩家參與，創下新的吉尼斯世界纪录「規模最大的線上百米短跑」。2012年9月18日，微軟推出《Kinect 運動大會究極版》（Kinect Sports Ultimate Collection），將該作與續作《Kinect 運動大會2》綑綁發售，並附加一個新的運動項目：籃球。

## 反響
| 汇总媒体     | 得分   |
| ------------ | ------ |
| GameRankings | 75.28% |
| Metacritic   | 73/100 |

| 媒体             | 得分    |
| ---------------- | ------- |
| Edge             | 8/10:95 |
| Eurogamer        | 7/10    |
| Game Informer    | 8/10    |
| Game Revolution  | [ 43 ]  |
| GamesRadar+      | [ 33 ]  |
| GameSpot         | 7.5/10  |
| GameTrailers     | 6.4/10  |
| Giant Bomb       | [ 45 ]  |
| IGN              | 8/10    |
| 官方Xbox杂志     | 7.5/10  |
| 官方Xbox杂志英国 | 9/10    |

| 媒体           | 奖项         |
| -------------- | ------------ |
| 英国学院游戏奖 | 年度家庭遊戲 |

《Kinect 運動大會》獲得的評價以正面為主，在評論匯總網站GameRankings和Metacritic上分別獲得75.28%和73%的高分。
Eurogamer的編者強尼·明克利（Johnny Minkley）稱讚該作發揮Kinect無需操控器的優勢，賦予玩家對遊戲的融入感，而遊戲愉悅感、配樂和旁白都是十足享受。明克利對足球項目和桌球項目的操控準確度予以好評，但批評拳擊項目「亂七八糟」，完全沒有打拳擊的感覺，只是在把手臂揮來揮去而已。他也批評「精彩畫面」影片的分享系統「令人惱火」，因為玩家只有一種管道能下載自己的影片，而讓Kinect感應手掌來選取選單的設計則「令人痛苦」。
《Game Informer》的布萊恩·沃爾（Bryan Vore）稱讚《Kinect 運動大會》的遊戲玩法「理所當然且直觀」，只有少數幾個地方沒有完善，並認為該作的操控準確度相當到位。沃爾給予保齡球、田徑、拳擊、桌球和迷你遊戲好評，並表示沙灘排球項目是他心目中「最大的驚喜」，無論是發球、舉球還是扣球都十分不錯。不過，他認為足球項目是整款遊戲中最弱的部分。
Game Revolution的編者傑西·卡斯坦提諾（Jesse Costantino）認為該作雖然不像4年前的《Wii Sports》一樣讓人眼界大開，但仍有自己的一點魅力所在，不過沒有新意的感覺難以忽視。在六項運動中，他主要批評足球和保齡球項目，指出前者需要有更多變化，而後者根本是「一團亂」。卡斯坦提諾也認為感應系統的準確度差強人意。
GamesRadar+的麥特·卡柏拉（Matt Cabral）對豐富多樣的遊戲內容十分讚賞，並給予保齡球和拳擊項目好評，認為兩者「提供的體感操作雖然不多，但仍讓玩家沉浸其中」，而足球、拳擊和桌球項目也獲得他的青睞。不過，卡柏拉批評該作與《Wii Sports》和PlayStation Move的重複度太高，而且田徑和排球項目設計不佳。文末他總結道，如果是對體感運動遊戲完全陌生的玩家，肯定可以從中獲得不少樂趣。
Giant Bomb的亞歷克斯·納瓦羅（Alex Navarro）稱讚該作紮實展現了Kinect感應器的效能，所有功能都正常運作，除了一些明顯的小延遲。不過，他批評單人遊戲的遊戲體驗不足，缺乏足夠的挑戰，雖然玩家能選擇較強的電腦對手，但面對強大無比的冠軍級電腦對手時，玩家的遊戲樂趣趨近零。

### 銷量
2011年1月，微軟互動娛樂事業（Microsoft's Interactive Entertainment Business）的幕僚長亞倫·葛林柏格（Aaron Greenberg）透過推特宣布，《Kinect 運動大會》在2010年12月的銷售成績超過100萬份。2011年4月，Xbox集團的產品經理大衛·丹尼斯（David Dennis）表示，《Kinect 運動大會》已在全球售出300萬份

### 榮譽
《Kinect 運動大會》榮獲第7屆英国学院游戏奖的年度家庭遊戲獎，並入圍其他六個獎項：金摇杆奖最佳運動遊戲、開發獎最佳新IP獎、最佳音效成就獎和最佳技術革新獎、互動成就獎（現稱D.I.C.E.獎）年度休闲游戏獎，以及MCV業內卓越獎（MCV Industry Excellence Awards）的最佳新作獎。

## 續作
該作的續作《Kinect 運動大會2》由Rare和BigPark開發，於2011年E3电子娱乐展上亮相，並於2011年10月25日在北美推出。續作包含全新的6項運動：高爾夫球、飛鏢、棒球、滑雪、网球和美式足球。續作的評價稍微下滑，但依舊以正面居多。

## 備註
1. ↑  此處中文翻譯為臺港地區的官方翻譯，參考自官網[9][10]。
2. ↑  此處中文翻譯為臺港地區的官方翻譯，參考自官網[9][10][12]。
3. ↑  此處中文翻譯為臺灣地區的翻譯，參考自PChome線上購物[38]。

## 延伸閱讀
- Evans-Thirlwell, Edwin. . Eurogamer. 2015-12-16  [2021-01-01]. （原始内容存档于2020-11-12）.

## 外部連結
- Xbox.com官方網站上《Kinect 運動大會 （页面存档备份，存于）》的資料（英文）
- Rare官方網站上《Kinect 運動大會（页面存档备份，存于）》的資料（英文）
- YouTube上的官方預告 （页面存档备份，存于）（英文）
- 遊戲說明書線上下載（页面存档备份，存于）（繁體中文）